# تصویر هنرمند (استخر و دو پیکر)
تصویر هنرمند (استخر و دو پیکر) (انگلیسی: Portrait of an Artist) یک نقاشی اکریلیک در سبک هنر پاپ از نقاش بریتانیایی دیوید هاکنی است که در مه ۱۹۷۲ به اتمام رسانده‌است. هاکنی در این نقاشی یک شناگر که در زیر آب است و شخصی که از بیرون در حال تماشای اوست را به تصویر کشیده‌است. ابعاد این تصویر ۲٫۱ متر در ۳٫۰ متر است. این اثر در حراجی کریستی نیویورک در نوامبر ۲۰۱۸ به قیمت نود میلیون دلار فروش رفت و رکورد قیمت یک اثر هنری که خالق آن زنده است، را شکست. رکورد قبلی متعلق به سگ بادکنکی (نارنجی) اثر جف کونز بود که پنج سال قبل از آن با قیمت ۵۸ میلیون دلار به فروش رفته بود.